# Laura Natalia Esquivel
Laura Natalia Esquivel (Buenos Aires, 18 de maig de 1994), es una actriu, cantant i presentadora argentina, coneguda per protagonitzar, junt amb Brenda Asnicar, la telenovel·la Patito feo amb el personatge de Patito (o Patricia) en aquesta série. En 2013 va ser guanyadora del programa Tu cara me suena.

## Carrera
La seua primera aparició va ser al programa Guinzburg And Kids, on es va exercir com a bailarina.
El 2003, va participar en la obra de teatre Peter Pan, todos podemos volar, de la companyia de teatre Cie, on va interpretar el doble paper de "Niña perdida" y de "Wendy". Després d'obtenir el Premi Revelación al Festival de Canto Infantil de Villa María, Córdoba, Argentina; va viatjar a México per a representar a l'Argentina en el reality musical per a nens Código F.A.M.A. Internacional. Posteriorment, va participar en un homenatge a Roberto Gómez Bolaños i es va presentar com a cantant convidada al programa Sábado Gigante a Miami.
Les seves primeres aparicions rellevants en televisió es van donar en cantar al programa d'entreteniments de l'Argentina: "Showmatch", conduït per Marcelo Tinelli. Per aquesta raó, Ideas del Sur, Grupo Televisa i Disney Channel Latinoamérica la van convocar per a protagonitzar la telenovel·la Patito feo, una série juvenil, gràcies a la qual Laura Esquivel va obtindre a Argentina la nominació com a actriu revelació als Premis Clarín y Premis Martín Fierro. Els CD de la série van ser editats per la discográfica EMI. En els mateixos, Laura va tindre una amplia participació. El primer dels álbums va ser guardonat com Mitjor Disc Infantil als Premis Carlos Gardel, y com Disc d'Or y Platí. A més a més, la telenovel.la va contar amb una nominació als Emmy Awards.
El 2009, va actuar al telefilme italià Un paradiso per due, dirigida per Pier Belloni. A l'any 2010, el grup Fox, la va convocar per a conduir el magazine adolescent Mundo Teen de la senyal Utilísima Satelital. A aquell mateix any, va participar en el film italià Natale in Sudáfrica, d'Aurelio de Laurentiis.
Durant 2010 i 2011 va ser l'única artista argentina convocada per a encapçalar l'elenc dels shows teatrals de Patito feo, recorrent més de 40 ciutats d'Europa.
Durant l'estiu de 2012 a Europa, va conduir el programa "Giro Giro Tovmitido pel canal "Super!" del Grup italià De Agosti.
El 2013, va interpretar el personatge de Merlina Addams al musical Los Locos Addams, al Teatre Ópera, baix la producció de T4F (Time for Fun). Per aquest paper va obtindre el Premi Hugo a l'actriu revel.lació. Eixe any Laura també va concursar al talent show d'imitació Tu cara me suena 1 conduït per Alejandro Wiebe, on va resultar guanyadora després de tres mesos de competències.
El 2014, va concursar fent duo amb el seu amic i company Jey Mammon al talent show d'imitació Tu cara me suena 2, conduït per Marley (Alejandro Wiebe), on van obtenir el quart lloc després de 8 mesos de competència. Aquest mateix any, va realitzar una campanya de conscienciació contra la violència de gènere a la ciutat de Buenos Aires.
El 2015, va concursar en el talent show d'imitació Tu cara me suena 3, conduït per Marley, on va obtenir el cinquè lloc després de cinc mesos de competència. Aquest mateix any, va reemplaçar a Lucía Galán en el jurat de Laten corazones, programa conduït per Mariano Iudica. En el jurat va estar acompanyada per Joaquín Galán i Alejandro Lerne.
El 2017 va protagonitzar la telenovel·la juvenil Divina, está en tu corazón, amb Manuel Masalva i Ingrid Martz. El juliol d'aquest mateix any, Esquivel va anunciar que estava treballant en el seu àlbum debut.